# Sportåret 1939

## Händelser

### Amerikansk fotboll
- Green Bay Packers besegrar New York Giants med utklassningssiffrorna 27 - 0 i NFL-finalen.

### Bandy
- 5 mars - Inför 5 560 åskådare på Strömvallen i Gävle vinner IK Huge med 5-2 (1-1) mot Nässjö IF och blir svenska mästare.[1][2]

### Baseboll
- 8 oktober - American League-mästarna New York Yankees vinner World Series med 4-0 i matcher över National League-mästarna Cincinnati Reds.[3]

### Basket
- 28 maj - Litauen vinner herrarnas Europamästerskap i Kaunas före Lettland och Polen.[4]

### Boxning
- Världsmästaren i tungvikt Joe Louis försvarar sin titel genom att besegra
- 25 januari - John Henry Lewis
- 17 april - Jack Roper
- 28 juni - Tony Galento
- 20 september - Bob Pastor

### Brottning

#### EM
- I Oslo tar Kurt Pettersén silver för andra året i rad i grekisk-romersk stil, bantamvikt.

### Cykel
- Giovanni Valetti, Italien vinner Giro d'Italia för andra året i rad
- Sylvère Maes, Belgien vinner Tour de France
- Vuelta a España  - Ingen tävling

### Fotboll
- 12 februari – Peru vinner sydamerikanska mästerskapet i Lima före Uruguay och Paraguay.[5]
- 29 april - Portsmouth FC vinner FA-cupfinalen mot Wolverhampton Wanderers med 4-1 på Wembley Stadium.[6]
- 30 april – Malmö FF inför tröjnummer i svensk fotboll.[7]
- Okänt datum – Sevilla FC vinner  Copa del Rey.
- Okänt datum – Clyde FC vinner skotska cupen.
- Okänt datum – RC Paris vinner franska cupen.

#### Ligasegrare / resp lands mästare
- 4 juni - IF Elfsborg vinner Allsvenskan.
- Okänt datum – B 93 blir danska mästare.
- Okänt datum – Everton FC vinner engelska ligan
- Okänt datum – Rangers FC vinner skotska ligan.
- Okänt datum – AFC Ajax blir nederländska mästare.
- Okänt datum – R Beerschot AC blir belgiska mästare.
- Okänt datum – FC Schalke 04 blir tyska mästare.
- Okänt datum – Bologna FC blir italienska mästare.
- Okänt datum – FC Sète blir franska mästare.
- Okänt datum – På grund av det spanska inbördeskriget spelas ingen seriefotboll för hela Spanien.

### Friidrott
- 31 december - Armando Martins vinner Sylvesterloppet i São Paulo.[8]
- Ellison M. Brown, USA vinner Boston Marathon.[9]

### Golf

#### Herrar

##### Majorstävlingar
- British Open vinns av Richard Burton, Storbritannien
- US Open vinns av Byron Nelson, USA
- PGA Championship vinns av Henry Picard, USA
- The Masters vinns av Ralph Guldahl, USA

### Handboll
- 31 oktober - Hammarby IF:s handbollssektion startas.[10]

### Ishockey
- 1 januari - Jugoslavien inträder i IIHF.[11][12]
- 12 februari - Kanada vinner världsmästerskapet, USA blir tvåa och Schweiz blir trea. Schweiz blir Europamästare.[13]
- 16 april - Stanley Cup vinns av Boston Bruins efter att i finalspelet besegrat Toronto Maple Leafs med 4–1.[14]
- November-December - Aristospel lanserar ishockeyspel till julhandeln.[15]
- 24 november - På Stockholms stadion invigs den första konstfrusna isbanan i Sverige.[16]
- Okänt datum – Ingen svensk mästare koras detta år.[17]
- Okänt datum – I Finland finns under säsongen 1939–1940 sju rinkar med belysning och två utan.[18]

### Konståkning

#### VM
- Herrar: Graham Sharp, Storbritannien
- Damer: Megan Taylor, Storbritannien
- Paråkning: Maxie Herber & Ernst Baier, Tyskland

#### EM
- Herrar: Graham Sharp, Storbritannien
- Damer: Cecilia Colledge, Storbritannien
- Paråkning: Maxie Herber & Ernst Baier, Tyskland

### Motorsport
- Fransmännen Jean-Pierre Wimille och Pierre Veyron vinner Le Mans 24-timmars med en Bugatti Type 57G.

### Skidor, alpina grenar

#### VM

##### Herrar
- - Slalom
- 1 Rudolf Rominger, Schweiz
- 2 Josef Jennewein, Tyskland
- 3 Wilhelm Walch, Tyskland

- - Störtlopp
- 1 Hellmut Lantschner, Tyskland
- 2 Josef Jennewein, Tyskland
- 3 Karl Molitor, Schweiz

- - Kombination
- 1 Josef Jennewein, Tyskland
- 2 Wilhelm Walch, Tyskland
- 3 Rudolf Rominger, Schweiz

##### Damer
- - Slalom
- 1 Christl Cranz, Tyskland
- 2 Gritli Schaad, Schweiz
- 3 May Nilsson, Sverige

- - Störtlopp
- 1 Christl Cranz, Tyskland
- 2 Lisa Resch, Tyskland
- 3 Helga Gödl, Tyskland

- - Kombination
- 1 Christl Cranz, Tyskland
- 2 Gritli Schaad, Schweiz
- 3 Lisa Resch, Tyskland
- 4 May Nilsson, Sverige

#### SM

##### Herrar
- Slalom vinns av Hans Hansson, Åre SLK. Lagtävlingen vinns av Åre SLK.

##### Damer
- Slalom vinns av May Nilsson, Frösö IF. Lagtävlingen vinns av Frösö IF.

### Skidor, nordiska grenar
- 5 mars
  - Sven Selånger, Sverige vinner som förste icke-norrman backhoppningen i Holmenkollen.[19]
  - Alfred Lif, Orsa IF vinner Vasaloppet.[20]
- Okänt datum – Holmenkollens 50 km för herrar vinns av Sven Edin, IF Friska Viljor, Örnsköldsvik.

#### VM
- - 18 km
- 1 Jussi Kurikkala, Finland
- 2 Klaes Karppinen, Finland
- 3 Kalle Pahlin, Sverige
  - 50 km
- 1 Lars Bergendahl, Norge
- 2 Klaes Karppinen, Finland
- 3 Oscar Gjøslien, Norge
- 6 Alvar Hägglund, Sverige
  - Stafett 4 x 10 km
- 1 Finland (Pauli Pitkänen, Olavi Alakulpi, Eino Olkinuora & Klaes Karppinen)
- 2 Sverige (Alvar Hägglund, Selm Stenvall, John Westbergh & Kalle Pahlin)
- 3 Italien (Aristide Compagnoni, Severino Compagnoni, Gottfried Baur & Alberto Jammeron)
  - Backhoppning
- 1 Sepp Bradl, Tyskland
- 2 Birger Ruud, Norge
- 3 Arnholdt Kongsgaard, Norge
- 4 Sven Eriksson, Sverige
  - Nordisk kombination
- 1 Gustav Berauer, Tyskland
- 2 Gustav-Adolf Sellin, Sverige
- 3 Magnar Fosseide, Norge

#### SM

##### Herrar
- 15 km vinns av Alfred Dahlqvist, Östersunds SK. Lagtävlingen vinns av Hudiksvalls IF.
- 30 km vinns av Sven Edin, IF Friska Viljor. Lagtävlingen vinns av Hudiksvalls IF.
- 50 km vinns av Allan Karlsson, Vittjärvs IK.  Lagtävlingen vinns av Hudiksvalls IF.
- Stafett 3 x 10 km vinns av IF Friska Viljor med laget Arne Eriksson, Sven Edin och Donald Johansson
- Backhoppning vinns av Sven Selånger,  IF Friska Viljor. Lagtävlingen vinns av IF Friska Viljor.
- Nordisk kombination vinns av Harald Hedjersson, Djurgårdens IF. Lagtävlingen vinns av Grycksbo IF .

##### Damer
- 10 km vinns av Märta Norberg, Vårby IK. Lagtävlingen vinns av Koskullskulles IF.

### Tennis

#### Herrar
- 5 september - Australien vinner International Lawn Tennis Challenge genom att finalbesegra USA med 3-2 i Haverford.[21]
- Franska amatörmästerskapen vinns av: Don McNeill, USA

##### Tennisens Grand Slam
- Australiska öppna – John Bromwich, Australien
- Wimbledon – Bobby Riggs, USA
- US Open – Bobby Riggs, USA

#### Damer
- Franska amatörmästerskapen vinns av: Simone Mathieu, Frankrike

##### Tennisens Grand Slam
- Australiska öppna - Emily Hood-Westacott, Australien
- Wimbledon – Alice Marble,  USA
- US Open – Alice Marble, USA

### Travsport
- Travderbyt körs på  Solvalla travbana i  Stockholm. Segrare blir det svenska stoet  Queen Nedworthy (SE) e Nedworthy (US) – Miss Volo (US) e. Peter Volo  (US). Kilometertid:1.25,6  Körsven: Ragnar Thorngren
- Travkriteriet vinns av den svenska hingsten  Mc the Great (SE) e. Mr McElwyn (US) – Maybe Great (US) e. Peter the Great (US).

## Rekord

### Friidrott
- 6 maj – Lulu Mae Hymes, USA förbättrar världsrekordet i  100 m, damer till 11,5
- 6 maj – Rowena Harrison, USA förbättrar världsrekordet i  100 m, damer  till 11,5
- 29 maj – Dorothy Odam, Storbritannien förbättrar världsrekordet i  höjd damer till 1,66
- 15 juni - Rudolf Harbig, Tyskland förbättrar världsrekordet i  800 m, herrar till 1.46,6
- 16 juni – Taisto Mäki, Finland förbättrar världsrekordet i  5 000 m, herrar till 14.08,8
- 18 juni – Stanislawa Walasiewicz, Polen förbättrar världsrekordet i   200 m damer till 24,0
- 30 juli – Christel Schulz, Tyskland förbättrar världsrekordet i  längd damer till 6,12
- 12 augusti – Rudolf Harbig, Tyskland förbättrar världsrekordet i  400 m, herrar till 46,0
- 17 september – Taisto Mäki, Finland förbättrar världsrekordet i  10 000 m, herrar till 29.52,6
- 18 september Nina Dumbadze, Sovjetunionen förbättrar världsrekordet i  diskus damer till 49,11

## Evenemang
- 6 mars-11 mars -  VM i bordtennis genomförs i Kairo i Egypten och det är första gången som VM i någon sport arrangeras i Afrika.
- VM i ishockey anordnas i Zürich  och Basel, Schweiz.
- VM i konståkning , herrar, anordnas i Berlin, Tyskland.
- VM i konståkning , damer, anordnas i Prag, Tjeckoslovakien.
- VM i konståkning , paråkning, anordnas i Budapest, Ungern.
- VM i skidor, alpina grenar anordnas i Zakopane, Polen
- VM i skidor, nordiska grenar anordnas i Zakopane, Polen
- EM i konståkning anordnas i London, Storbritannien.

## Födda
- 3 januari - Bobby Hull, kanadensisk ishockeyspelare
- 6 januari – Murray Rose, skotsk-australisk simmare, 4 OS-guld
- 27 februari - Peter Revson, amerikansk racerförare.
- 8 mars – Lidia Skoblikova, sovjetisk skridskoåkare, 6 OS-guld
- 10 mars - Irina Press, sovjetisk friidrottare
- 17 mars - Giovanni Trapattoni, italiensk fotbollstränare
- 1 april- Vitalij Davidov, sovjetrysk ishockeyspelare
- 4 april - JoAnne Carner, amerikansk golfspelare.
- 9 maj - Ralph Boston, amerikansk friidrottare
- 19 maj
  - Livio Berutti, italiensk friidrottare
  - Jānis Lūsis, lettländsk sovjetisk friidrottare
- 11 juni - Jackie Stewart, brittisk racerförare
- 9 augusti - Brito, brasiliansk fotbollsspelare.
- 5 september - Clay Regazzoni, schweizisk racerförare.
- 27 september - Kathy Whitworth, amerikansk golfspelare.
- 11 oktober – Maria Bueno, brasiliansk tennisspelare
- 22 oktober – George Cohen, engelsk fotbollsspelare.
- 1 december – Lee Trevino, amerikansk golfspelare.
- 28 december
  - Conny Andersson, svensk racerförare.
  - Frank McLintock, skotsk fotbollsspelare.

## Avlidna
- 25 juni – Richard Seaman, 26, brittisk racerförare.
- 23 augusti – Eugène-Henri Gravelotte, 63, fransk fäktare.
- 28 november – James Naismith, 78, kanadensisk läkare och pedagog, upphovsman till basketboll.

## Bildade föreningar och klubbar
- 1 april - Mjällby AIF[22]

### Fotnoter
1. ↑  Erik Jonsson (5 mars 1939). ”1930–1939”. Svenska Bandyförbundet. Arkiverad från originalet den 15 februari 2015. https://web.archive.org/web/20150215054718/http://www.svenskbandy.se/BANDYFINALEN/HISTORIK/Svenskamastare/Herrar/1930-1939/. Läst 18 mars 2020.
2. ↑  ”Leif skrev bandyhistoria med Huge”. Arbetarbladet. 12 februari 2009. https://www.arbetarbladet.se/artikel/leif-skrev-bandyhistoria-med-huge. Läst 2 september 2011.
3. ↑  ”1939 World Series” (på engelska). Baseball-Reference.com. http://www.baseball-reference.com/postseason/1939_WS.shtml. Läst 14 juli 2015.
4. ↑  ”Sport Statistics”. Arkiverad från originalet den 18 juni 2011. https://web.archive.org/web/20110618003512/http://www.todor66.com/basketball/Europe/Men_1939.html. Läst 23 november 2011.
5. ↑  ”South American Championship 1939” (på engelska). RSSSF. http://www.rsssf.com/tables/39safull.html. Läst 16 augusti 2011.
6. ↑  ”England FA Challenge Cup 1938-1939” (på engelska). RSSSF. http://www.rsssf.com/tablese/engcup1939.html. Läst 19 augusti 2012.
7. ↑  Jimmy Lindahl (1 september 2000). ”Premiären av numrering för svenska fotbollsspelare”. Bolletinen. http://www.bolletinen.se/sfs/allsvenskan/numrering.pdf. Läst 10 oktober 2011.
8. ↑  [Luiz Del Greco ”1930”] (på portugisiska). Sylvesterloppet. Luiz Del Greco. Läst 19 augusti 2012.
9. ↑  ”Boston Marathon”. Arkiverad från originalet den 27 april 2015. https://web.archive.org/web/20150427035419/http://www.baa.org/races/boston-marathon/boston-marathon-history/past-champions/past-mens-open-champions.aspx. Läst 9 april 2011.
10. ↑  ”Hammarby IF:s historia”. http://www.hifhistoria.se/Historia/1939.html. Läst 31 augusti 2011.
11. ↑  ”1934–1945” (på engelska). 1 januari 1939. https://www.iihf.com/en/statichub/4836/1934-1945. Läst 16 mars 2020.
12. ↑  ”Serbia” (på engelska). 1 januari 1939. https://www.iihf.com/en/associations?letterFilter=S. Läst 21 augusti 2011.
13. ↑  ”Championnats du monde 1939” (på franska). Hockey Archives. 12 februari 1939. https://www.hockeyarchives.info/mondial1939.htm. Läst 15 augusti 2011.
14. ↑  ”NHL 1938/39” (på franska). Hockey Archives. https://www.hockeyarchives.info/NHL1939.htm. Läst 23 mars 2020.
15. ↑  Hockeysommar, Tabergs tryckeri AB 1996
16. ↑  Gregor von Konow (10 mars 2012). ”LeMat tog ishockeyn till Sverige”. Svenska Hockeyligan. https://www.shl.se/artikel/jxtfainsk-403dd/lemat-tog-ishockeyn-till-sverige. Läst 15 mars 2020.
17. ↑  ”Championnat de Suède 1938/39”. Hockey Archives. 10 mars 1939. https://www.hockeyarchives.info/Suede1939.htm. Läst 15 augusti 2011.
18. ↑  Johan Lindberg (25 april 2012). ”Ishockey”. Uppslagsverket Finland. https://uppslagsverket.fi/sv/sok/view-103684-Ishockey. Läst 16 mars 2020.
19. ↑  Lasse Sandlin (5 mars 1999). ”Sverige tog VM-guld inför 50 000 hysteriska ryssar” (på svenska). Aftonbladet. http://wwwc.aftonbladet.se/arhundradets/dagar/990305.html. Läst 2 september 2011.
20. ↑  ”Historiska segrare”. Vasaloppet. Arkiverad från originalet den 22 mars 2020. https://web.archive.org/web/20200322121012/https://www.vasaloppet.se/wp-content/uploads/sites/1/2019/09/historiska_segrare_vasaloppet_sve_2019-09-18.pdf. Läst 5 september 2011.
21. ↑  ”Davis Cup”. http://www.daviscup.com/en/results/tie/details.aspx?tieId=10000728. Läst 20 augusti 2011.
22. ↑  Martin Alsiö (10 mars 2004). ”De allsvenska klubbarnas födelsedagar”. Bolletinen. http://www.bolletinen.se/sfs/allsvenskan/grundades.pdf. Läst 18 februari 2015.